# Vyprávěj
Vyprávěj je český televizní retroseriál, který se vysílal od 31. srpna 2009 do 14. června 2013 na prvním kanálu České televize. Seriál byl vyráběn společností Dramedy Productions, jejíž producenti Filip Bobiňski a Petr Šizling seriál vytvořili společně s scenáristou Rudolfem Merknerem, kterého přizvali ke spolupráci. Děj se odehrává v Československu (později v Česku) a je zasazen do skutečných historických událostí, které ovlivňují příběhy jednotlivých postav. Atmosféru doby autoři navozují ukázkami z dobových Československých filmových týdeníků s původními komentáři, případně novým historizujícím komentářem, který namluvil Vladimír Fišer, popř. dobovou hudbou. Příběh je doprovázen hlasem vypravěče, který projektu propůjčil herec Vojtěch Kotek a poté Matěj Hádek. Seriál se dočkal velkého úspěchu, patří mezi nejúspěšnější počiny České televize a je pravidelně reprízován.

## Děj
Děj je vyprávěn Honzou Dvořákem, který se snaží zaznamenat dějiny své rodiny, na základě vyprávění svých rodičů a prarodičů.
Úvodní scéna se odehrává v přítomnosti, na svatbě Honzy a Lucie – dcery celoživotního nepřítele Honzova otce Karla – Jardy France. K této svatbě pak děj seriálu postupně opět směřuje.
“Pamatuju si z vyprávění, že jejich nepřátelství začalo už na vysoké, v roce 1964...”

### 1. řada (1964–1973)
Příběh začíná v roce 1964. Student fakulty stavební ČVUT Karel Dvořák (Roman Vojtek) se zamiluje do mladší studentky Evy, původem ze Slovenska (Andrea Kerestešová), do které je ovšem také zamilovaný mladý asistent Jarda Franc (Ondřej Veselý). Eva dá přednost Karlovi, což se stane základním kamenem celoživotního nepřátelství obou mužů, které je dále stupňováno všemožnými podrazy a intrikami ze strany Jardy. Eva a Karel mají záhy svatbu, narodí se jim syn Jan (vypravěč příběhu) a stěhují se do společného bytu v Praze. Mezitím Karlovi rodiče Josef (Svatopluk Skopal) a Jana (Veronika Freimanová) Dvořákovi vychovávají Karlovu mladší sestru Zuzanu a prožívají různé etapy manželství. Do děje také zasahuje Karlova babička Běta Dvořáková (Nina Divíšková), antikomunistka a obdivovatelka T. G. Masaryka. Společně s hrdiny seriálu prožijeme oslavy 1. máje, události okolo 21. srpna 1968, koupi nového embéčka, nebo Karlův nástup na vojnu, po které si jako vystudovaný inženýr hledá práci. Tu nakonec najde v Metroprojektu, kde se seznámí se svými dvěma velmi přátelskými kolegy, bývalými vojáky – Václavem Horou (Tomáš Töpfer) a Jiřím Krbcem (Martin Sitta). Eva začíná pracovat v Potravinoprojektu, kde jí místo dohodí bývalá spolužačka a nejlepší kamarádka Veronika, v té době již manželka Jardy France, které se v roce 1970 narodí dcera Lucie.

### 2. řada (1973–1977)
Druhá řada začíná v roce 1973, Karlova sestra Zuzana Dvořáková dospěla a otěhotní s bývalým Karlovým spolužákem Tondou Sovou (Jaromír Nosek), kterého od dětských let platonicky milovala. Tonda je však trestán rok a půl dlouhým pobytem ve vězení za „protikomunistické“ jednání. Mezitím se jim narodí dcera Majda, po Tondově návratu z vězení mají svatbu, jsou ale pod neustálým drobnohledem Státní bezpečnosti. Do manželství Evy a Karla přichází krize, Eva se sbližuje s Jardou Francem, Karel se zamiluje do kolegyně své matky Jany, mladé a ambiciozní referentky Kamily Ptáčkové. Když se jejich románek provalí, Eva odjíždí domů na Slovensko.
V této řadě se setkáme s dovolenou v DDR, otevřením obchodního domu Kotva, pochodem do Prčic, nebo Chartou 77.

### 3. řada (1977–1989)
Třetí řada začíná v roce 1977, Karel je na rozcestí mezi dvěma ženami, nakonec se stěhuje ke své milence Kamile, Eva se dává dohromady s Jardou Francem. Společně s ním se stěhuje do vily jeho rodičů, komunistických prominentů. Honzík je tak ve střídavé péči a liší se i názory na jeho výchovu a budoucí směřování. Čerstvě náctiletý Honzík se setkává s Luckou, kterou však jako dítě ignoruje. Kamile s Karlem se nedaří otěhotnět, prožívají krizi a také Eva nakonec zjistí, že život na vysoké noze není nic pro ní. Karel a Eva se znovu sbližují na harcovnickém táboře v roce 1980 a postupně spolu začínají znovu žít. Honzík nastupuje na střední školu – elektrotechnickou průmyslovku, kde společně s kamarády Rosťou a Kubou prožívají chmelovou brigádu, prodlouženou, nebo svaťák. Eva v roce 1981 s Karlem podruhé otěhotní a narodí se jim druhý syn Matěj. V roce 1985 Honza začíná studovat vysokou školu, opět elektrotechniku na ČVUT, začne být blázen do počítačů a potkává se opět s Luckou, která žije v sice zajištěné, ale dysfunkční rodině a rebeluje. Honza se do ní zamiluje. Karel se pohádá s Tondou a stanou se z nich nepřátelé na několik let. Právě v této době se Honza začne sbližovat a později chodit s Luckou a svůj vztah před rodiči tají. Lucka odejde z domova a s Honzou začnou žít v podnájmu. Navážou také vztahy se strejdou Tondou. V roce 1989 společně navštíví demonstraci v rámci tzv. Palachova týdne, kde jsou odvedeni do antonu Veřejné bezpečnosti. Jarda dostane infarkt a Karel, který zvažoval vstup do KSČ, prozře ze svého konformního přístupu k režimu.
V třetí, osmdesátkové sérii se mj. objeví lampionový průvod, dovolená u Máchova jezera, akce Z, burza, céčka, události okolo výbuchu v Černobylu, MS v hokeji 1985, spartakiáda, výlet do Moskvy nebo perestrojka.
Typy tehdejších veksláků a podvodníčků jsou vykresleny skrze postavy Slaňocha (Martin Zounar) a Kohoutka (Jan Budař)

### Osudy (1975, 1979, 1980, 1981, 1985, 1988)
Po 3. sérii následuje bonusová série, jejíž děj se soustředí na některé vedlejší postavy a dále rozvíjí jejich příběh. Divák se tak zpětně dozví, zda byl Matěj Stránský (Karel Dobrý) agentem StB, jak si Scarlett Francová (Zlata Adamovská) udělala ze své sestřenice služku, kde se vzala podivná povaha Ivety Hájkové (Jana Bernášková), jak proběhla svatba Romana Dvořáka (Oldřich Hajlich), jak vyrůstal Marek Oplatka (Ladislav Hampl), jak jel Honzík (Zdeněk Piškula) na lyžařský kurz, kdo je Mikulášova manželka Hilda (Johana Munzarová), co doprovázelo přípravy babičky Márie (Marta Sládečková) na spartakiádu, jak žije Ota Slaný (Martin Zounar), co dělá pan Jeník (Pavel Zedníček) v důchodu, jak je to s nemanželským synem Václava Hory (Tomáš Töpfer), jak Zuzka (Hana Vagnerová) hledala práci, jak se Milena Jeníková (Marie Doležalová) zamilovala, že František (Radoslav Brzobohatý) má dceru, kdo je Antonín Sova starší (Oldřich Vlach), odkud pochází Hynek Kupsa (Josef Polášek), jak se Karpíšek (Ján Jackuliak) vypořádával se svou minulostí a nakonec jak vedoucí Ivan (Jiří Ployhar) stavěl byt.

### 4. řada (1989–1991)
Karel se usmíří s Tondou. Lucka začne snít o kariéře modelky. I přes počáteční neshody s Honzou se přihlásí do soutěže Miss, kde uspěje a tak se její sny pomalu začínají stávat skutečností. Při jedné z demonstrací Tondu zavřou do vězení. Honza, Lucka a nakonec i Karel podepíší petici Několik Vět. Jardu propustí po infarktu z nemocnice, se svojí novou ženou a malinkým synem začínají bydlet a oficiálně se rozvede z formálního manželství s Veronikou, která začne žít s Otou Slaným. Po sametové revoluci, během níž je ve studentském hnutí velmi aktivní Honza, jsou postupně propouštěni někteří vedoucí pracovníci a Karel se stává novým šéfem oddělení. Je rok 1990, Honza se stane členem Občanského fóra a babi dostává dopis od Václava Havla. Lucka se rozhodne jet na několik týdnů do Itálie pracovat jako modelka, což mezi ní a Honzou vyvolá hádku a rozejdou se. Jana a Josef odchází do důchodu. Tondu propouští z vězení a Václav Havel je zvolen prezidentem České a Slovenské Federativní Republiky. Honza začne vztah se spolužačkou Andreou. Lucka se vrací z Itálie a chce s ním zase chodit. Babi Běta na chalupě umře a nestihne svobodně odvolit, na což čekala 40 let. Honza, který získává inženýrský titul, se nakonec s Lucií definitivně rozejde po koncertu The Rolling Stones a Lucka se vrací do Itálie. Jarda založí firmu Triglia, která ovšem po roce přestává dosahovat úspěchu, spojí se s otcem, který má řadu kontaktů a Francovi podnikají bez skrupulí. Karel se se svými kolegy také rozhodne založit firmu. Iveta (spolupracovnice Jany) zakládá cestovní kancelář Iveta tour a její přítel Radek, dlouholetý šéf účtárny v Pardubicích, odchází do důchodu.

### 5. řada (1991–2005)
Mezitím, už v roce 1992, se pomalu začíná mluvit o rozdělení České a Slovenské Federativní republiky a jsou zveřejněny seznamy všech členů StB, mezi kterými je i Karlův kolega Jiří Krbec. Karel se s Václavem Horou (druhý Karlův kolega) vydávají na jeho chalupu, kde by aktuálně měl být a chtějí si s ním o tom promluvit, ale místo toho ho najdou oběšeného ve stodole. Jarda se rozvede s Martinkou, se kterou měl dvě děti a začne bydlet se svou sekretářkou Naďou. Honzova holka Andrea se odstěhuje do zahraničí, takže se s ním rozejde. Honza se spolužáky podniká ve výpočetní technice a sestavuje počítače. V roce 1994 Lucka zatím otěhotní s Karlovým mladým kolegou Vašíkem (syn Václava Hory), ale kvůli jeho povaze se s ním hned rozejde. Majda nastupuje jako zdravotní sestra do nemocnice, kde si začne vztah s doktorem. Eva si otevře butik v jednom z domů, které získá Veronika v restituci. Honza, jenž se s Lucií už téměř nestýká, se více zapojuje do fungování Ivetiny cestovky, kterou svými nápady zachrání a získá v ní nakonec majetkový podíl. Po neúspěchu s butikem tam začne pracovat i Eva, pomáhá zde i Jana. V roce 1996 Jardova tátu srazí kamión a zemře. V roce 2000 se v BIS pracující Tonda a Zuzka, která se v 90. letech stane ředitelkou ZŠ, odstěhují do Ameriky. Karel a Eva si postaví dům a Honza s Matějem začnou bydlet v jejich bytě sami. Eva onemocní rakovinou prsu a bojuje s ní. Mezitím nastoupí do Karlovy firmy. Honza se v roce 2002 náhodně potká s Lucií, rychle spolu začnou opět chodit a žít. V roce 2004 se jim narodí syn Štěpán. Iveta a Radek jedou na dovolenou do Thajska. 
Přežijí Tsunami, ale Radek po návratu z dovolené dostane mrtvici a zemře. Majda začne pracovat v hospici. Karel ve své firmě pod nátlakem kolegů i Evy zaměstná Jardu France, který předtím zcela zkrachoval. Ten ho však okrade.
Karel ho nakonec vyhodí. Zuzka a Tonda se po 5 letech vrací z Ameriky a stihnou i svatbu Lucie a Honzy, po které dojde vyvrcholení a vyřešení nepřátelství Karla a Jardy. Eva vyhrává svůj boj s rakovinou a odchází do důchodu. Karel úspěšně vede svoji firmu s Vašíkem. Matěj žije v Austrálii. Honza začne psát historii rodiny Dvořákových. S Luckou se přestěhují po svatbě do nového bytu, který dostanou od Veroniky a pořídí si ještě jedno dítě.

### Úmrtí postav
- pán ve vlaku (1968) – Norbert Lichý (Zemřel na infarkt poté, co se z rádia dozvěděl o sovětské okupaci Československa. Vojáci, kteří vlak zablokovali, mu odmítli pomoct.)
- Noro, přítel Jany Martinákové (1971) – Radoslav Gažo (Tragicky zahynul v Tatrách.)
- Janko Martinák, otec Evy (1974) – Marián Labuda (Tragicky zahynul během honu, zřejmě v důsledku střelného zranění.)
- Renata Dvořáková, dcera Radima a Milady (1977) – Lenka Zahradnická (Zahynula při autonehodě ve voze, který řídil Ota Slaný. Ten byl sám těžce zraněn.)
- Libor Řehák, voják na cvičení družba (1982) – (Zahynul při autonehodě, zlomil si vaz)
- děda Marka Oplatky (před rokem 1964) – neznámý herec (Zemřel stářím, Marek byl následně umístěn do dětského domova.)
- babička Marka Oplatky (před rokem 1964) – Jiřina Petrů (Zemřela stářím, Marek byl následně umístěn do dětského domova.)
- Anton Sova, otec Tondy (1988) – Oldřich Vlach (Zemřel na rakovinu plic.)
- František Kopecký, přítel babi Běty (1989) – Radoslav Brzobohatý (Zemřel na infarkt během sametové revoluce.)
- prababi Běta Dvořáková (1990) – Nina Divíšková (Zemřela stářím na chalupě při psaní svých pamětí, dožila se však sametové revoluce, jak si přála.)
- Jiří Krbec, kamarád a kolega Karla Dvořáka (1992) – Martin Sitta (Oběsil se na chatě poté, co Cibulkovy seznamy odhalily, že byl spolupracovníkem StB.)
- Jaroslav Franc starší, otec Jardy (1996) – Zdeněk Žák (Byl sražen kamionem během dovolené v Itálii, podle jeho syna nešlo o nehodu, ale vraždu.)
- zamilovaný mladík na ulici (2003) – neznámý herec (Sražen autem, nezachránila ho ani přítomnost Majdy a Dana. Jeho přítelkyně byla jen raněna.)
- Jiřina Mandáková, sestřenice Scarlett Francové (2004) – Marie Durnová (Zemřela stářím u příbuzných v Sobotce.)
- Radek Krása, přítel Ivety Hájkové (2005) – Jiří Štěpnička (Zemřel na následky mrtvice, která ho ranila v Thajsku během tsunami.)

## Obsazení
Kvůli skokům v plynutí děje byl věk některých postav zobrazen pomocí výměny herců.
Tento seriál také pomohl mnoha hercům a herečkám ke zviditelnění, jako např. Elišce Zbrankové (Lucka Francová na SŠ), Ondřeji Veselému (Jarda Franc), Milanu Peroutkovi (voják Jirka) nebo Andree Novákové (malá Zuzka Dvořáková).
- DNP = datum narození postavy

### Dvořákovi a příbuzní
- Nina Divíšková jako prababi Běta Dvořáková – vdova po Ignáci Dvořákovi (1. až 4. řada, 5. řada – 18.díl), (DNP: 28. 2. 1901)
- Svatopluk Skopal (na svatbě Pavel Pípal) jako děda Josef Dvořák, prostřední syn prababičky Běty (DNP: 16. 1. 1919)
- Veronika Freimanová (na svatbě Eva Matalová) jako babička Jana Dvořáková, manželka Josefa (DNP: 27. 7. 1926)
- Roman Vojtek (na svatbě Václav Legner) jako Karel Dvořák, syn Josefa a Jany (DNP: 19. 10. 1944)
- Andrea Kerestešová (na svatbě Jana Tomečková) jako Eva Dvořáková roz. Martináková, manželka Karla (DNP: 17. 4. 1945)
- Štěpán Tesáček / Jakub Pozler / Oliver Sieber / Marián Mikš / Zdeněk Piškula / Jiří Novák / Braňo Holiček / Matěj Hádek jako Honza Dvořák, starší syn Karla a Evy, vypravěč příběhu (Vojtěch Kotek / Matěj Hádek) (DNP: 29. červen 1965)
- Jakub Sehnalík / Filip Antonio / neznámý herec / Štěpán Krtička / Štěpán Benoni jako Matěj Dvořák, mladší syn Karla a Evy (3. až 5. řada), (DNP: říjen 1981)
- neznámý herec jako Štěpán Dvořák, syn Honzy Dvořáka a Lucky Francové (DNP: rok 2003)
- Jaromír Nosek (na svatbě Josef Machan) jako strejda Tonda Sova ml., kamarád Karla a manžel jeho sestry Zuzky (DNP: 5. 8. 1945)
- Andrea Nováková / Hana Vagnerová (na svatbě Miriam Čížková) jako teta Zuzka Sovová roz. Dvořáková, sestra Karla, manželka Tondy Sovy (DNP: rok 1956)
- Kateřina Císařovská / Anastázie Chocholatá / Lucie Šteflová jako Majda Sovová (3. až 5. řada), (DNP: duben 1974)
- Petr Pěknic jako Dan Kolář, přítel Majdy Sovové (5. řada)
- David Prachař jako Radim Dvořák, nejmladší syn babičky Běty
- Mahulena Bočanová jako Milada Dvořáková roz. Kovářová, manželka Radima
- Lenka Zahradnická jako Renata Dvořáková – dcera Radima a Milady (1. a 2. řada), (DNP: rok 1953)
- Martin Zounar jako Oto Slaný zv. Slaňoch – přítel Renaty Dvořákové, později Veroniky Francové (2. až 5. řada, Osudy)
- Oldřich Hajlich jako Roman Dvořák – syn Radima a Milady (1.–3. řada, Osudy)
- Eva Zubíčková jako Marika Dvořáková roz. Růžičková – manželka Romana Dvořáka (Osudy)
- František Šmirous / Matěj Švehla jako Vikoušek Dvořák – syn Renaty a Oty Slaného (2., 3. a 4. řada, Osudy)
- Pavel Trávníček jako Mikuláš Dvořák – emigrant, nejstarší syn babičky Běty
- Johana Munzarová jako Hilda Dvořáková – sudetská Němka, manželka Mikuláše (Osudy, 4. až 5. řada)
- Lenka Ouhrabková jako Julie – dcera Mikuláše a Hildy, novinářka (Osudy, 4. řada)
- neznámá herečka / Denisa Biskupová jako Anička – dcera Julie (Osudy, 4. řada)
- Radoslav Brzobohatý jako František Kopecký – přítel babi Běty (1. až 4. řada, Osudy)
- Miroslava Pleštilová jako Bohdana Hégrová, pošťačka, dcera Františka Kopeckého (Osudy, 4. řada)
- neznámý herec jako Ludvík Hégr, pošťák, manžel Bohdany (Osudy)
- neznámá herečka jako Anička Hégrová, dcera Bohdany (Osudy)
- neznámá herečka jako Petra Hégrová, dcera Bohdany (Osudy)
- Dana Syslová jako Marie Sovová – matka Tondy Sovy (2. až 4. řada, Osudy)
- Oldřich Vlach jako Anton Sova st. – otec Tondy Sovy (Osudy)
- Marián Labuda jako děda Janko Martinák – otec Evy Dvořákové (1. až 2. řada)
- Marta Sládečková jako babička Maria Martináková – matka Evy Dvořákové
- Zuzana Čapková jako teta Jája Martináková – starší sestra Evy Dvořákové
- neznámý herec / Ladislav Hampl jako Marek Oplatka – kamarád Karla Dvořáka z vojny, později přítel Jany Martinákové (DNP cca rok 1945)
- Jiřina Petrů jako babička Marka Oplatky (Osudy)
- neznámý herec jako děda Marka Oplatky (Osudy)
- Milena Minichová jako teta Katarína Martináková – mladší sestra Evy Dvořákové
- Josef Polášek jako Hynek Kupsa – kolega Josefa Dvořáka z ČST, později přítel Kataríny Martinákové (DNP cca rok 1933)
- neznámý herec / neznámý herec jako Janko Kupsa – syn Hynka a Kataríny
- Stanislav Zindulka jako pan Kupsa st., otec Hynka (Osudy)
- Josefina Jordánová jako paní Kupsová, matka Hynka (Osudy)
- Karol Trnka jako ujo Braňo z Krásné Lúčky (Osudy)
- neznámý herec jako strýko Paľo na svatbě Evy a Karla (1. řada)
- neznámá herečka jako teta Darina na svatbě Evy a Karla (1. řada)

### Francovi a příbuzní
- Zlata Adamovská jako Máňa Francová zv. Scarlett – matka Jardy France ml. (3. až 5. řada, Osudy)
- Zdeněk Žák jako Jaroslav Franc st. – otec Jardy France ml.
- Marie Durnová jako Jiřinka Mandáková – služebná u Franců, sestřenice Scarlett (3. a 4. řada, Osudy)
- Ondřej Veselý (na svatbě Stanislav Hybler) jako Jarda Franc ml. (DNP: rok 1940, podle dílu „Céčka“ ovšem 1943)
- Alžbeta Stanková (na svatbě Martina Eliášová) jako Veronika Francová roz. Malá (DNP: rok 1945)
- Josef Zýka jako Milan Zítek – bratranec Veroniky Francové (1. řada)
- Dominika Viktorová / Adéla Kunzová / Eliška Zbranková / Eliška Křenková / Lucie Štěpánková jako Lucka Francová (2. až 5. řada), (DNP: cca polovina roku 1970)
- Olga Lounová jako sekretářka Martinka Francová roz. Povolná, druhá žena Jardy France
- neznámý herec jako Filip Franc, syn Jardy a Martinky
- neznámá herečka jako Barunka Francová, dcera Jardy a Martinky
- Jana Boušková jako paní Povolná, matka Martinky (2., 4. a 5. řada)
- Zdeněk Maryška jako Albert Povolný, otec Martinky (2. a 4. řada)
- Anna Fialová / Hana Makovcová jako Klárka, sestřenice Martinky (Osudy, 4. řada)
- Tomáš Töpfer jako Václav Hora st., kolega a kamarád Karla Dvořáka z Metroprojektu, otec Václava Hory ml. (DNP: podzim 1918)
- Eva Režnarová jako Jiřinka či Mařenka Horová, manželka Václava Hory
- neznámý herec / Jáchym Kovář / Martin Kraus jako Vašík Hora ml., nemanželský syn Václava Hory st. (4. a 5. řada, Osudy)
- Simona Prasková jako Renata, kuchařka z Jinců, milenka Václava Hory, matka Vašíka (Osudy)
- Tereza Drábková jako Pepina Horová, dcera Lucie a Václava Hory ml. (5. řada), (DNP: rok 1994)

### Ostatní
- Veronika Žilková jako Věra Karpíšková roz. Nedbalová (DNP: rok 1930)
- Jiří Štěpnička jako Radek Krása, ředitel v účtárně (DNP: rok 1917 nebo 1918)
- Jana Bernášková jako Iveta Hájková (2. až 5. řada, Osudy), (DNP: cca 1950)
- Jan Budař jako Milan Kohoutek z Ústí, dovolenkář v NDR, vekslák, později přítel Ivety Hájkové a kolega Slaňocha (2. řada – 2. díl, 3. řada, 5. řada – 9. díl)
- Sandra Pogodová jako Markéta Kohoutková, manželka Milana Kohoutka (2. řada – 2. díl, 3. řada)
- Nikola Říhová jako Sandra Kohoutková, dcera Milana a Markéty Kohoutkových (2. řada – 2. díl)
- Zuzana Kajnarová jako Kamila Ptáčková, kolegyně Jany Dvořákové z SPÚ, později milenka Karla Dvořáka (1. až 3. řada, 5. řada – 18. díl) (DNP: rok 1946)
- Martin Sitta jako Jirka Krbec, kolega a kamarád Karla Dvořáka z Metroprojektu (DNP: rok 1939)
- Alena Štréblová jako Vlaďka Krbcová, manželka Jirky Krbce (5. řada)
- Eduard Jenický jako Fanouš – referent v Metroprojektu
- Jakub Stádník / Richard Zevel / David Gránský / Jakub Hubert / Robin Sobek jako Rosťa Janoušek, kamarád Honzy Dvořáka (DNP: rok 1964 nebo 1965)
- Rita Jasinská jako paní Janoušková, maminka Rosti (3. řada, Osudy)
- Bronislav Kotiš jako Peter Malina – spoluzakladatel Karlovy firmy (4. řada – 16. díl, 5. řada)
- Vanda Konečná jako Marie Tichá – kolegyně Karla Dvořáka z firmy (5. řada)
- Jakub Prachař jako Filip či Kuba – spolužák Karla Dvořáka z VŠ (1.–2. řada)
- Ibrahim Maiga jako Abdul Mamadu Hajdara, spolužák Karla Dvořáka z VŠ (1. řada, 3. řada – 23. díl)
- Antonie Talacková jako Radka, spolužačka Evy a Karla z VŠ (1. řada, 3. řada – 23. díl)
- Michal Slaný jako Filip, spolužák Karla Dvořáka z VŠ (1. řada, 3. řada – 23. díl, 4. řada – 12. díl)
- Kateřina Steinerová jako Anička, spolužačka Karla z VŠ (1. a 3. řada)
- David Šír jako Petr Lukšan, spolužák Karla Dvořáka z VŠ (1.–4. řada)
- Jan Šťastný jako Mirek Kozel, kamarád Josefa Dvořáka, spolupracovník v depu (1. ž 2. řada, 4. ž 5. řada)
- David Kraus jako Alex Zapletal, kolega Josefa Dvořáka z ČST (1. až 4. řada)
- Tatiana Evonuková jako Irina Zapletalová, manželka Alexe Zapletala, pův. pracovnice Sovětské ústřední televize (3. řada)
- neznámá herečka jako Lilečka Zapletalová, dcera Alexe a Iriny (3. řada)
- Jiří Bábek jako Kafka, profesor Evy a Karla z VŠ (1. řada)
- Robert Nebřenský jako poručík Malina (1. řada)
- Jaroslav Satoranský jako rektor VŠ (1. řada, 2. řada – 1. díl)
- Tomáš Matonoha jako Dědek, provozní studentského klubu, hospodský (1. řada, 4. řada)
- Ján Jackuliak jako soudruh Lubo Karpíšek – mistr v depu Pardubice, později zaměstnanec ONV a manžel Věry
- Katarína Mrázová jako paní Karpíšková, matka Karpíška (Osudy)
- neznámý herec jako pan Karpíšek st., otec Karpíška (Osudy)
- Jiří Wohanka jako ředitel depa (1. řada)
- Marcel Vašinka jako Filla – ředitel Metroprojektu
- Igor Bareš jako Zapletal, vedoucí technik ČST, otec Alexe Zapletala (1. až 3. řada)
- Nela Boudová jako Jaruna Plachá – bufetářka v ČST, na čas přítelkyně Josefa Dvořáka (1. až 4. řada, 5. řada – 13. díl)
- Jana Šulcová jako paní Pastorová – vedoucí antikvariátu (2. až 5. řada)
- Marie Doležalová jako Milena Jeníková – od SŠ nejlepší kamarádka Zuzky Dvořákové
- Karel Dobrý jako Matěj Stránský – kamarád Tondy Sovy (2. a 3. řada, Osudy – 1. díl) (DNP: rok 1942)
- Pavel Zedníček jako Vlastimil Jeník – ředitel ZŠ, otec Mileny (3. řada, 4. řada – 10. díl) (DNP: říjen 1921)
- Marek Taclík jako Zdeněk Černý – přítel Mileny (Osudy, 4. řada – 10. díl)
- neznámý herec jako Tomáš, syn Mileny a Zdeňka (4. řada)
- neznámá herečka jako dcera Mileny a Zdeňka (4. řada)
- Ivana Wojtylová jako Libuška – učitelka na ZŠ, přítelkyně V. Jeníka, později ředitelka (3. až 5. řada)
- Milan Němec jako estébák Martin Kabelka (DNP: rok 1944)
- Ladislav Dušek jako estébák (3. a 4. řada)
- Radim Kalvoda jako Olda Kulhánek – vedoucí nakladatelství, byývalý kolega Marka Oplatky (4. až 5. řada)
- Monika Timková jako Peťu Piklelová, sekretářka v nakladatelství (4. řada)
- Dagmar Křížová jako Iva, kamarádka Majdy Sovové ze SŠ (4. a 5. řada)
- Kateřina Bláhová jako Jarmila či Marie Krucká, spolužačka Majdy Sovové ze SŠ, později kolegyně v nemocnici (4. a 5. řada)
- Miroslav Reil jako Krucký, otec Krucké (4. řada)
- Johan Mádr jako David, spolužák a přítel Majdy Sovové ze SŠ (4. řada)
- Jakub Slach jako doktor Kubíček, přítel Majdy Sovové (5. řada)
- Jiří Ployhar jako Ivan Tomáš, vedoucí Potravinoprojektu
- Gabriela Filippi jako Andrea Tomášová, manželka Ivana Tomáše (2. řada, Osudy, 5. řada)
- neznámá herečka / neznámá herečka jako dcera Ivana Tomáše (2. řada, Osudy)
- neznámá herečka / neznámá herečka jako dcera Ivana Tomáše (2. řada, Osudy)
- neznámý herec / neznámý herec jako syn Ivana Tomáše (2. řada, Osudy)
- Veronika Arichteva jako Klaudie Moudrusová, kamarádka Lucky Francové z VŠ (4. a 5. řada)
- Marek Adamczyk jako kamarád Lucky a Klaudie z VŠ (4. řada)
- Antonín Procházka jako chalupář Ivan Brož, soused Dvořákových z Kytlice
- Marcela Peňázová jako Milada Brožová, manželka Ivana Brože (1. řada)
- Kristýna Bernardová jako Alenka Brožová, vnučka Ivana a Milady Brožových, dětská láska Honzíka Dvořáka (1. řada)
- Gabriela Partyšová jako Klára, neteř Ivana a Milady Brožových (1. a 3. řada)
- Marián Miezga jako Juro Bánčik, první láska Evy Dvořákové (1. až 3. řada)
- Radoslav Gažo jako Noro, přítel Jáji Martinákové (1. řada)
- Robin Pařík jako Kuba Novotný, kamarád Honzy Dvořáka ze SŠ (3. řada)
- Zuzana Slavíková jako Eliška Melicharová, učitelka Honzy Dvořáka na SŠ (3. řada)
- Jordan Haj / Tomáš Novotný jako Vojta, kamarád Honzy Dvořáka z VŠ
- Michal Necpál / Pavol Smolárik jako Zdeněk, kamarád Honzy Dvořáka z VŠ
- Marek Mikulášek jako kamarád Honzy Dvořáka z VŠ (3. řada)
- Robert Jašków jako Miloš Kolouch, správce horské chaty, kolega Ivety Hájkové v cestovce (Osudy, 5. řada)
- Marika Šoposká jako Lenka Hájková, nevlastní sestra Ivety Hájkové (Osudy, 5. řada)
- Jan Maxián jako Martin, přítel Lenky Hájkové (Osudy)
- Ivana Stejskalová jako Tereza Douchová, kolegyně Jany Dvořákové z SPÚ Pardubice, později pracovnice Ivetiny cestovky (4. a 5. řada)
- Michaela Mauerová jako Dominika – přítelkyně Vašíka Hory (5. řada)
- Tomáš Měcháček jako Patrik Dlask – kamarád Jardy France (5. řada)
- Petr Štěpán jako Felix Hlavatý, kolega Jardy France v PZO a v Triglia Trade (4. až 5. řada)
- Michaela Fišarová jako Jarmilka, sekretářka v PZO (4. řada)
- Jaroslava Laufenová jako Dáša sekretářka v PZO (4. řada)
- Pavel Juřica jako Pavel Straka, kolega Jardy France v PZO (4. řada)
- Miloslav Mejzlík jako Marvan, ředitel v PZO (4. řada)
- neznámá herečka jako Valerie Marvanová, manželka ředitele Marvana (4. řada)
- Roman Šmejkal jako náčelník lidových milicí v PZO
- Denisa Nesvačilová jako Eliška, přítelkyně Honzy Dvořáka, brigádnice v cestovce (5. řada)
- Kristýna Hrušínská jako Andrea, přítelkyně Honzy Dvořáka (4. až 5. řada)
- Petr Vojnar jako Miki, přítel Lucky Francové (5. řada)
- Nikol Štíbrová jako Naďa, milenka Jardy France (5. řada)
- Natalija Astašinová jako Naďa Krásová, manželka Radka Krásy (1. řada)
- Vladimír Čech jako Kvapil, třídní učitel Zuzky Dvořákové, školní inspektor (2. řada, 4. řada – 11. díl)
- Jan Hraběta jako chalupář Slavíček, oddávající na svatbě Tondy a Zuzky (1. až 3. řada)
- Ivan Vyskočil jako chalupář, doktor (1., 3. a 4. řada)
- Karel Beseda jako Bezděk, chalupář, příslušník SNB (1. a 3. řada)
- Václav Kopta jako Béda, spolužák a kamarád Josefa Dvořáka (2. až 4. řada)
- René Štúr jako Peter z Krásné Lúčky (3. řada)
- Vlasta Žehrová jako soudružka ředitelka Slepičková (1. řada)
- Ladislav Trojan jako účastník pochodu Praha–Prčice (2. řada)
- Bronislav Poloczek jako malíř Max Tumal, přítel babi Běty z mládí (1. řada)
- Norbert Lichý jako zesnulý cestující ve vlaku (1. řada)
- Jana Altmannová jako teta z Půtek, účastnice svatby Tondy a Zuzky (2. řada)
- Tatiana Vilhelmová jako inženýrka Malá, ročníková vedoucí dědy Josefa na VŠ (1. řada)
- Jiří Menzel jako Karlův profesor na VŠ (1. řada)
- Ester Kočičková jako členka schvalovací komise (1. řada)
- Vladimír Brabec jako pán ve frontě na pračky (1. řada)
- Alexander Hemala jako redaktor ČST (1. řada)
- Petr Oliva jako ředitel v účtárně (1. a 3. řada)
- Josef Carda jako školitel CO (1. řada)
- Pavel Kikinčuk jako Dušan, školitel CO (1. řada)
- Jan Bidlas jako gynekolog Koníček (1. řada)
- Oliver Švolík jako Miro, kamarád Zuzky ze svatby Evy a Karla (1. řada)
- Jitka Smutná jako Tůmová, účastnice podnikového zájezdu do Vídně (1. řada)
- Čeněk Koliáš jako účastník podnikového zájezdu do Vídně (1. řada)
- Jana Synková jako sociální pracovnice (2. řada)
- Tereza Bebarová jako Dagmar Řeháčková, záskok za Věru Nedbalovou v práci (1. řada)
- Adrian Jastraban jako Fero, farář v Lučenci, Karpíškův spolužák (Osudy)
- Jitka Sedláčková jako zdravotní sestra (1. a 5. řada)
- Miroslav Hanuš jako soudruh Paleček, tajemník na ONV (1. řada)
- Roman Skamene jako režisér ČST (2. řada)
- Ludmila Bednářová jako Kopecká, sousedka Josefa a Jany Dvořákových (2. řada)
- Jan Rejžek jako psychiatr (2. řada)
- Josef Beck jako řezník v pardubickém řeznictví a na zabijačce u Hájků (1. řada, Osudy)
- Rostislav Novák jako zřizovatel kempu (2. řada)
- Kristýna Farkašová jako Markéta, zpěvačka, přítelkyně bubeníka Kuby/Filipa (2. řada)
- Miloslav Tichý jako Robert, spolužák Zuzky na gymnáziu, přítel Mileny Jeníkové (1. až 2. řada)
- Michal Hruška jako Tomáš, spolužák Zuzky na gymnáziu (1. až 2. řada)
- Zuzana Skalníková jako prodavačka v Prioru Kotva (2. řada)
- Jiří Knot jako vedoucí v Prioru Kotva (2. řada)
- Michal Kavalčík jako dělník u obchodu (2. řada)
- Miroslav Pánek jako tajný hlídač v Prioru Kotva (2. řada)
- Jan Nemejovský jako profesor Nedobyl, chartista (2. řada)
- Klára Vojtková jako Simona Trnková, kamarádka Renaty Dvořákové (2. řada)
- Tomáš Racek jako Lukáš Malina, instruktor v autoškole (2. řada)
- Václav Svoboda jako prodejce stavebního materiálu (3. řada)
- Hana Gregorová jako psycholožka v manželské poradně (2. řada)
- Vasil Fridrich jako Kamil, vyšetřovatel (2. řada)
- Marika Procházková jako Zdenička Zárubová, kolegyně babičky Jany (3. až 5. řada)
- Dušan Sitek jako Kalous, prodavač ovoce a zeleniny, původní majitel Karlova auta (3. až 4. řada)
- Petr Vydra jako Ladislav Leimer, lékař, násilník (3. řada)
- Barbora Milotová jako Leimerová (3. řada)
- Robin Soudek jako Ondra Leimer, syn Leimerových (3. řada)
- Bořík Procházka jako Ferda Oujezdský, kamarád pradědy Ignáce (3. řada)
- Kamila Janovičová jako Hanka, kamarádka Lucky Francové ze SŠ (3. řada)
- Nora Slámová jako Petra, kamarádka Lucky Francové ze SŠ (3. řada)
- Milan Peroutka jako Jirka, voják (3. řada)
- Natálie Drabiščáková jako učitelka Lucky Francové (3. řada)
- Zuzana Frenglová jako Gita Belanová, milenka dědy Janka, později kamarádka babičky Márie a ředitelka školy (3. řada, Osudy, 4. řada)
- Oľga Solárová jako Lída, kamarádka babičky Márie, učitelka (3. řada, Osudy, 4. řada)
- Judita Hansman jako Pavlína, cvičenka babičky Márie (Osudy)
- Zuzana Znášiková jako cvičenka babičky Márie (Osudy)
- Igor Adamec jako učitel, kolega Lídy (Osudy)
- Lukáš Pavlásek jako lékař u odvodu na vojnu (3. řada)
- Hana Frejková jako Pelikánová, sousedka Dvořákových (3. řada)
- Milan Riehs jako Pelikán, soused Dvořákových (3. řada)
- Vladimír Hron jako řidič auta (3. řada)
- Simona Postlerová jako Marie Hájková, Ivetina macecha (Osudy)
- Zdeněk Palusga jako Hájek, Ivetin otec (Osudy)
- Taťána Schottnerová jako vychovatelka Marka Oplatky v dětském domově (Osudy)
- Vincent Navrátil jako Bedy, kamarád Vašíka Hory (Osudy)
- Jaroslava Brousková jako Jarmila, vedoucí Mileny v knihovně (Osudy)
- neznámý herec / neznámý herec jako Péťa, syn ředitele, nástupce dědy Josefa ve vedení kroužku (3. řada)
- Radoslav Šopík jako soused Antona Sovy (Osudy)
- Jana Trojanová jako známá Hynka Kupsy z Moravy (Osudy)
- Zdeněk Okleštěk jako instalatér Bařinka (Osudy)
- Jakub Zindulka jako Leoš Šíbr, Fanoušův známý (Osudy)
- Ivan Vodochodský jako řezník (Osudy)
- Jakub Tvrdík jako Dušan, fotograf a porotce miss (4. řada)
- Veronika Jeníková jako herečka podporující revoluci (4. řada)
- Vuk Čelebič jako Karel Mašík, student filozofické fakulty na demonstraci (4. řada)
- Martin Učík jako průvodčí (4. řada)
- Jaroslav Krejčí jako ředitel školy v Ústí nad Labem (4. řada)
- Alena Procházková jako Serafína, kamarádka babi Běty, intrikánka
- Libuše Švormová jako Boženka, kamarádka babi Běty
- Radana Hermannová jako vedoucí pražské účtárny
- Hana Doulová jako učitelka Olga, kolegyně Zuzky (4. řada)
- Martin Sobotka jako Martin Zeman, učitel, kolega Zuzky, později ředitel (4. řada)
- Miroslav Babuský jako Karlův kolega z Metroprojektu (4. řada)
- Hana Seidlová jako Fialová, učitelka Majdy na zdrávce, komunistka (4. řada)
- Rudolf Merkner jako host na svatbě Lucky a Honzy (5. řada)
- Jiří Chalupa jako Jiří Chalupa (sám sebe, 3. řada)
- Saskia Burešová jako Saskia Burešová (sama sebe, Osudy)
- Jolana Voldánová jako Jolana Voldánová (sama sebe, 5. řada)
- Vladimír Fišer jako hlasatel ve sdělovacích prostředcích (pouze hlas)

### Kompletní rozdělení přeobsazovaných rolí
- Honza Dvořák
  - Štěpán Tesáček, Jakub Pozler, Oliver Sieber – 1. řada (vypraveč Vojtěch Kotek)
  - Marián Mikš – 2. řada (vypraveč Vojtěch Kotek)
  - Zdeněk Piškula, Jiří Novák – 3. řada (vypraveč Vojtěch Kotek)
  - Braňo Holíček – 3. až 5. řada (vypraveč Vojtěch Kotek / Matěj Hádek)
  - Matěj Hádek – 5. řada (vypraveč Matěj Hádek)
- Lucie Francová
  - Dominika Viktorová – 2. řada
  - Adéla Kunzová, Eliška Zbranková – 3. řada
  - Eliška Křenková – 4. a 5. řada
  - Lucie Štěpánková – 5. řada
- Rosťa Janoušek
  - Jakub Stádník, Richard Zevel – 3. řada
  - David Gránský – 3. a 4. řada
  - Jakub Hubert, Robin Sobek – 5. řada
- Matěj Dvořák
  - Jakub Sehnalík – 3. řada
  - Filip Antonio – 4. a 5. řada
  - neznámý herec, Štěpán Krtička, Štěpán Benoni – 5. řada
- Zuzka Sovová
  - Andrea Nováková – 1. řada
  - Hana Vagnerová – 1.–5. řada
- Majda Sovová
  - Kateřina Císařovská, Anastázie Chocholatá – 3. řada
  - Lucie Šteflová – 4.–5. řada
- Václav Hora jr.
  - neznámý herec – Osudy
  - Jáchym Kovář – Osudy
  - Martin Kraus – 4.–5. řada
- Vikoušek
  - František Smirous – 3. řada
  - Matěj Švehla – 4. řada
- Vojta
  - Jordan Haj – 3.–4. řada
  - Tomáš Novotný – 5. řada
- Zdeněk
  - Michal Necpál – 3.–4. řada
  - Pavol Smolárik – 5. řada
- Marek Oplatka
  - neznámý herec – Osudy
  - Ladislav Hampl – 1.–5. řada
- Péťa
  - neznámý herec, neznámý herec – 3. řada
- dcera Ivana Tomáše
  - neznámá herečka – 2. řada
  - neznámá herečka – Osudy
- dcera Ivana Tomáše
  - neznámá herečka – 2. řada
  - neznámá herečka – Osudy
- syn Ivana Tomáše
  - neznámý herec – 2. řada
  - neznámý herec – Osudy
- Klárka
  - Anna Fialová – Osudy
  - Hana Makovcová – 4. řada
- Anička
  - neznámá herečka – Osudy
  - Denisa Biskupová – 4. řada
- Janko
  - neznámý herec – 4. řada
  - neznámý herec – 5. řada

## Zajímavosti
V seriálu bývají vkomponovány dobové ukázky z československých filmových týdeníků a televizních pořadů. Současný hlasatel Českého rozhlasu Pavel Kudrna v této souvislosti připomenul, že v seriálu se objevila mj. zhruba čtyřsekundová ukázka z pořadu Písničky z obrazovky, který tehdy moderoval, a za tuto archivní ukázku dostal dodatečný honorář 52 Kč, což ho zařadilo (v přepočtu na natáčecí den) mezi nejlépe placené televizní herce.

## Přehled dílů
V letech 2009 až 2013 bylo odvysíláno 5 řad seriálu o 106 dílech, mapujících období od roku 1964 do 2005, a série Osudy, jejíchž 9 dílů se zaměřuje na vedlejší postavy. Seriál byl zakončen pátou řadou v roce 2013. Již od začátku měl seriál naplánováno natočit přes sto dílů.
Při reprízách seriálu byly jednotlivé díly bonusové série Osudy vysílány průběžně během druhé a třetí řady podle toho, v jakém roce se díly odehrávají, a celá série Osudy tak nebyla vysílána po skončení třetí řady jako při premiérovém uvedení.
| Řada  | Díly | Premiéra na ČT1 | Premiéra na ČT1   |
| Řada  | Díly | První díl       | Poslední díl      |
| ----- | ---- | --------------- | ----------------- |
| 1     | 26   | 31. srpna 2009  | 22. února 2010    |
| 2     | 16   | 3. září 2010    | 17. prosince 2010 |
| 3     | 26   | 9. září 2011    | 23. března 2012   |
| Osudy | 9    | 30. března 2012 | 25. května 2012   |
| 4     | 16   | 7. září 2012    | 11. ledna 2013    |
| 5     | 22   | 18. ledna 2013  | 14. června 2013   |